# 인천중앙여자고등학교
인천중앙여자고등학교(仁川中央女子高等學校)는 대한민국 인천광역시 중구 도원동에 있는 사립 고등학교이다.

## 학교 연혁
- 1967년 10월 28일 : 학교법인 보합학원 설립인가, 설립자 김치숙
- 1968년 2월 : 본관 준공
- 1968년 3월 2일 : 인천중앙여자중학교 설립인가, 김강신 교장 선생 취임
- 1974년 1월 5일 : 인천중앙여자상업고등학교 설립인가, 김강신 교장 선생 취임
- 1975년 2월 28일 : 체육관 준공
- 1975년 12월 1일 : 시청각실 준공
- 1982년 6월 15일 : 항부기념관 준공 (김응순 목사 기념관)
- 1985년 10월 : 에스더관 준공, 인천중앙여자상업고등학교 학급증설 (상과 30학급)
- 2008년 8월 4일 : 회계특성화 인천중앙여자상업고등학교 지정, 승인. 운영시기 2009년 3월 1일. 학과명 회계정보과 4학급 120명, 관리회계과 3학급 90명, 세무회계과 3학급 90명 (총 10학급 300명 모집)

- 2013년 1월 29일 : 학년별 급식소 증축
- 2013년 11월 7일 : 옥상 학생 쉼터 조성공사 준공
- 2017년 9월 1일 : 김숙경 교장 취임
- 2020년 3월 1일 : 학과 개편(항공경영과 2학급, 금융회계과 3학급, 세무회계과 3학급)
- 2022년 6월 29일 : 콘텐츠디자인과 학과재구조화 선정
- 2023년 1월 12일 : 제47회 160명 졸업(총 16,833명)
- 2023년 3월 2일 : 신입생 149명 입학
- 2024년 3월 1일 : 인천중앙여자고등학교로 교명 변경

## 설치 학과
- 세무회계과
- 항공경영과
- 콘텐츠디자인과
- 금융회계과

## 참고 자료
- 인천중앙여자고등학교 - 한국교육학술정보원 학교알리미